# معلق رياضي
المعلق الرياضي هو الشخص الذي يقوم بالتعليق على مباراة أثناء بثها، والهدف من وظيفة المعلق الرياضي هو شرح مجريات الأحداث وتقديم معلومات خلفية وشد انتباه المشاهدين وكسبهم.
والمعلق يقوم بإثارة المباراة أي أن المباراة تصبح مُمِلة بدون المعلق الرياضي.